# Велика Балка (Кропивницький)
Велика Балка — один з мікрорайонів міста Кропивницький, що розташований у південно-східній частині міста.

## Розташування
На сході та півночі виділяється системою ярів що вимальовуються на просторах міських ландшафтів. В межах району протікає річка Біянка.

## Коротка історія
Перші споруди в місцевості Криничуватка 1753 року, що підтверджується знайденим на будинку № 29 вул. Харківської металевим знаком товариства «Взаємне страхування». 1774 року це вже був хутір із 50 будинками. Пізніше місцевість здобула нинішню назву. Заселялася вихідцями з різних місцин, що відображене у назвах вулиць (Запорізька, Полтавська, Таврійська та ін.)

## Опис
Основна частина забудови Балки є приватною і належить до 1950-х — 70-х років.